# Denormalizacja bazy danych
Denormalizacja bazy danych jest to wprowadzenie kontrolowanej nadmierności do bazy danych w celu przyspieszenia wykonywania na niej operacji (np. obsługiwania zapytań); dzięki denormalizacji bazy unika się kosztownych operacji połączeń tabel.
Denormalizacja bazy danych oznacza tworzenie w niej danych redundantnych (redundant data), czyli wzajemne uwzględnianie kluczy lub kolumn pomiędzy tabelami, których częste łączenie jest oczekiwane. Każda tabela zawiera więc nie tylko te informacje, które są dla niej adekwatne. W rezultacie tabele są większe, ale zapytania mogą być szybsze. Ważne jest też użycie kluczy w zdenormalizowanych tabelach (klucze podstawowe i obce), co powoduje znacznie szybsze przetwarzanie danych. 